# Bogenpresse

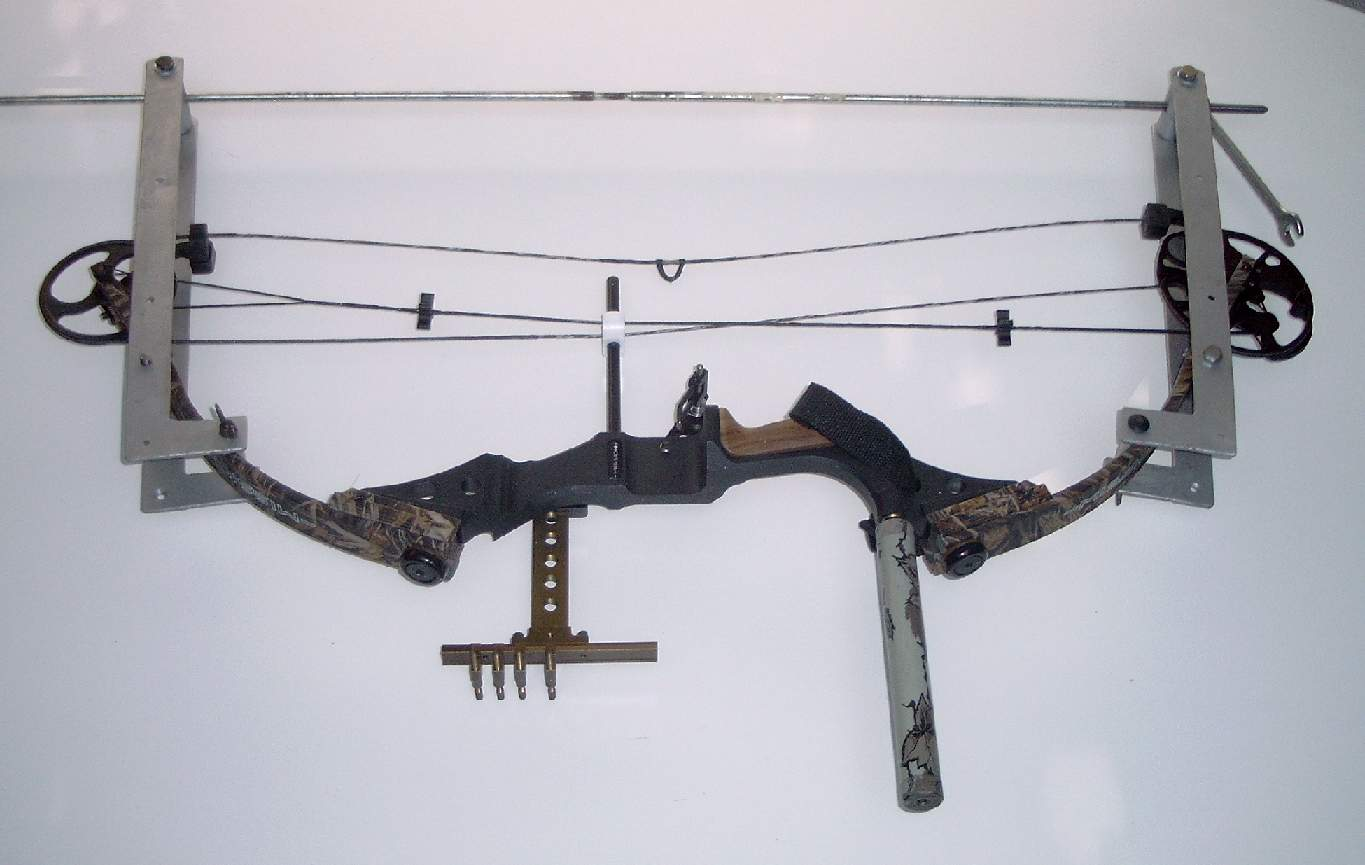
Eine Bogenpresse, welche mit einer Gewindestange die Wurfarme spannt. Die Bogensehne ist erkennbar durchhängend und entlastet.

Eine Bogenpresse ist ein Spezialwerkzeug für Wartungsarbeiten beim Bogenschießen. Um Arbeiten an den stets unter großer Spannung stehenden Compoundbögen vornehmen zu können, werden Bogenpressen verwendet. Die Bogenpresse presst den Bogen an den Wurfarmenden zusammen, um die große Spannung der Wurfarme abzunehmen. Sie hilft beim Austausch der Bogensehne, der Wartung der Wheels und deren Lager, sowie beim Einbau eines Peepsights oder Geräuschdämpfern (Silencern) in die Sehne eines Compoundbogens. Für einfache Bögen wird sie nicht benötigt.